# Wuscie (obwód miński)
Wuscie (biał. Вусце; ros. Устье, Ustje) – wieś na Białorusi, w obwodzie mińskim, w rejonie berezyńskim, w sielsowiecie Bahuszewiczy. W 2009 roku liczyła 9 mieszkańców.